# جو بيرك
جو بيرك (بالإنجليزية: Joe Burke)‏ هو مدرب كرة القاعدة ‏ أمريكي، ولد في 8 ديسمبر 1923، وتوفي في 12 مايو 1992.
1. 1 2   https://www.tradingcarddb.com/Person.cfm/pid/187394/. {{استشهاد ويب}}: |url= بحاجة لعنوان (مساعدة) والوسيط |title= غير موجود أو فارغ (من ويكي بيانات) (مساعدة)